# Kurt Epstein
Kurt Epstein (Roudnice nad Labem, 29 gennaio 1904 – New York, 1º febbraio 1975) è stato un pallanuotista cecoslovacco, sopravvissuto ai campi di concentramento nazisti, che ha partecipato ai Giochi di Amsterdam 1928 e di Berlino 1936.
Dopo l'occupazione tedesca della Cecoslovacchia nel 1938, Epstein fu incarcerato in vari campi di concentramento nazisti, tra cui il campo di concentramento di Theresienstadt, quello di Auschwitz e un campo di lavoro a Friedland. Tutti gli altri membri della sua famiglia furono uccisi nelle camere a gas.
Tornò a Praga dopo la seconda guerra mondiale e fu eletto membro del Comitato Olimpico Cecoslovacco, ma dopo che i comunisti presero il potere nel 1948, decise di emigrare negli Stati Uniti.
A New York City nel 1948, il New York Athletic Club permise a Kurt di osservare una delle loro partite di pallanuoto, ma chiarì che poiché non accettavano ebrei come membri, non sarebbe stato assunto come allenatore. Dopo un decennio in cui non è stato in grado di trovare un impiego stabile, alla fine è diventato un tagliatore in una fabbrica di abbigliamento di Star Children's Wear nel Garment District.